# Ängelholm
Ängelholm – miejscowość w Szwecji, siedziba gminy Ängelholm w regionie Skania, położone nad rzeką Rönne å i zatoką Skälderviken. Ängelholm uzyskał prawa miejskie w 1516. Obecnie miasto jest popularnym ośrodkiem turystyczno-wypoczynkowym.
Miasto założone zostało w 1516, a założycielem był duński król Chrystian II. Okolica nazywana jest szwedzkim zagłębiem ceramicznym, ponieważ kiedyś słynęła z produkcji ceramiki. 

## Sport
- Ängelholms FF - klub piłki nożnej
- Engelholm VS - klub piłki siatkowej kobiet
- Rögle BK – klub hokeja na lodzie

## Galeria

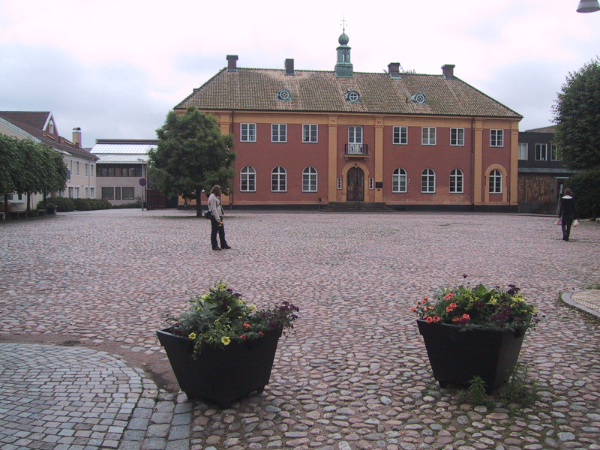